# 3.3.7ビョーシ!!
『3.3.7ビョーシ!! 』（さんさんななビョーシ）は、久保ミツロウによる日本の漫画作品。『週刊少年マガジン』（講談社）にて、2001年34号から2003年28号まで連載された。単行本は全10巻。
久保ミツロウの少年誌デビュー作。

## 概要
主人公フクを中心に、新宿で起こる様々な出来事や事件を描く。
元々3週の短期連載の予定だったが、読者からの強い反響により長期連載に切り替えられ、コメディ、恋愛、サスペンスなど多くの要素を盛り込み、人気を博す。
特筆すべき点として、ストーリーの中心人物かどうかに関わらず、実在する人物に似た容姿のキャラクターが作中に多く登場する。主な例としては、窪塚洋介、井川遥、古田新太、アヴリル・ラヴィーン、川原ひろしなど。
また、各話のサブタイトルにミュージシャン（主にeastern youthやNUMBER GIRLなどのロックバンド）の曲名が引用されている点も後の久保の作品と共通している。

## あらすじ
北関東の高校3年生・福田新一（フク）は、唯一の応援団員として高校野球を応援していた。最後の夏が終わった新一は、予備校に入学するために友人である写真部とともに新宿を訪れるが、ひょんなことからボッタクリバーに引っかかってしまう。自分だけ逃げそびれたところを高校時代の先輩ウメに助けられ、お礼も兼ねて彼の仕事を手伝うことにする。しかしウメの仕事はホストだった。
こうして夜は働き昼は予備校に通う生活が始まり、半年の間に様々な出来事に巻き込まれ、「応援」を通じて人との絆を深めていく。

## 登場人物
福田新一 / フク
主人公。高校3年生で、高校ではたった一人の応援団員。愛称は基本的に『フク』、もしくは『フクちゃん』で、のぶ代からは『シンイチ君』、むつきからは『福田君』と呼ばれている。
高校生活最後の夏休み、写真部に連れて行かれた新宿でボッタクリに遭った所をウメに助けられ、そこから新宿での生活が始まる。学業の成績は最悪で大学進学も危ういため予備校に通い始めたのだが、勉強に打ち込む姿はあまり見られない。
特技は『応援』で、困っている人がいれば助けようとする優しい心の持ち主であり、多くの人物が彼の応援に救われる。素直すぎる性格が災いし、度々トラブルに巻き込まれる。
異性に人気があり、彼を巡る恋のバトルがしばしば勃発する。最初はのぶ代が好きだったが、次第にその心中は不透明になっていく。
山口貴史 / ウメ
新宿歌舞伎町のホストクラブ『ソドム』のトップ（代表取締役）。20歳。
新一の高校の先輩であり元応援団長。ハイライトの無いぼんやりとした目が特徴だが、この描写が後に重要な意味を持つことになる。背中に奇怪な模様の刺青を彫っている。
『ウメ』という源氏名は、亡くなった祖母の名前から借りている。
どこか掴み所のなさそうな性格ではあるが、何かと新宿の皆からは慕われている。
元々野球部で左投げのピッチャーをしていたが、連投によって肩を壊してしまい、自分にもできることを探して応援団に転身する。
新一と再会し様々な騒動を乗り越える中で少しずつ印象に変化が出てくる。
徐々に視力を失っていく病気にかかっているが、誰にも口外しなかったため、物語終盤まで明かされることはなかった。
大山里子（さとこ） / のぶ代
新一が新宿で通っている予備校の同級生。
『のぶ代』はホステスとしての源氏名であるが、むつきを除きほとんどの人物からこちらの源氏名で呼ばれている。
黒髪のボブが特徴的な美少女で、処女。
マオの経営するキャバクラ『ヴァージンハート』で年齢を詐称してホステスをしており、その仕事中にマオに引き連れられて来店した新一と知り合う。
処女であることにコンプレックスを抱いていて、同じく経験のない新一に目をつけ、共に初体験を済ませようと持ちかける。
しかし、恋愛感情を持ち込もうとする新一を見限り、その場を離れ、ソウメイに言われるがままについていってしまう。
その後、ソウメイらの手によって見ず知らずの中年の男と援交させられそうになるが、新一の身体を張った活躍に救われ、難を逃れる。その一件以来、彼に恋心を抱くようになる。
新一が自分以外の女性と関わっているだけで、毒づいたり暴力を振るったりするなど、かなり嫉妬深い性格。
その割にはシャイで、なかなか新一に自分の気持ちを伝えられずにいる。
ハイド
「ソドム」のホスト。漢字で書くと“刃威奴”。本名：ヒデ。
デブでブサイク。作者いわく「ビジュアル系バンドの悪いところを凝縮したらああなった」とのこと。
二流ホストだが多くの人に愛され、客からの人気も高い。一方後輩に厳しい一面もある。老け顔の19歳。
一度音楽をやると言って新宿を出、痩せて韓国のヴィジュアル系バンドに入って大ブレイクしたが、整形疑惑をかけられて（実際は鼻のみの整形だったが、そう言っても信じてもらえなかったため）脱退。
日本で兄の料理屋を手伝っていた女性と恋仲になる。
マオ / 麻美鈴（マー・メイリン）
キャバクラ「ヴァージンハート」の女性オーナー。本名：マー・メイリン（麻 美鈴）。
ウメを拾い上げホストにした。華僑の娘で、その才能も高く評価されている。大胆でさっぱりとした性格な上、負けず嫌いなため男っぽい性格の印象を受ける。学生時代は地味で真面目だった。
ウメに好意を寄せており、彼が女と一緒にいると嫉妬心を隠せない。草野球では投手として活躍しており、新宿では豪腕投手として名が知られている。目が悪いため、プライベートでは眼鏡をかけている。
ソウメイ / 聡明（としあき）
新宿の一匹狼。口癖は「現実（リアル）教えてやるよ」。
彫師（彫新）の息子で、荒れた家庭環境で育ったためか短気で捻くれた性格で、すぐ他人に暴力を振るう。
初期はのぶ代に無理矢理援交させようとする、覚醒剤を使って『ソドム』を警察に売って引っ掻き回すなど、奇行が絶えなかったが、新一や鞠川と関わっていくことで次第に心境が変化していく。
特に鞠川とは何かと縁があり、一人でいる時に鞠川から借りていた音楽プレイヤーを聴くなど、彼に友情に近い感情を抱いていると示唆する場面がある。
過去に『ソドム』でホストをやっていたことがあるらしい。チュッパチャップスが好物。
スター中村
九州出身のホスト。
親の金を盗んで上京した所をハイドに拾われる。どん底のホスト生活だったが、新一の応援により立ち直る。「俺はスタア！俺はスタア！俺はスタア！」の自己暗示により一流スター（？）に変身する。
博多弁が抜けない。アコースティックギターが弾け、自作の「ばってん愛しとう」をレパートリーに持つ。
後に花屋のお姉さんと結婚し、ラーメン屋を開く。
中島あゆみ / グラビア刑事（デカ）
警視庁のキャリア組美人刑事。様々な事件を通じ、新一らと親しくなる。
ストーリー上でも重要な役割りを持つ魅惑の女性。警視庁の草野球チームではマオと同じく、投手として活躍している。マオ等から「グラビア刑事」と呼ばれる。
マツ / 松本マツタロウ
両脚にウメと同じ模様の刺青があるフーリガン。幼稚な性格と、暴れ出したら止められない人並み外れたパワーを持ち合わせる危険な人物であるが、友達思いの優しい心も持っており、新一と仲良くなる。
中島警部を好きになる。理由は「子供の頃の保育園の先生に似ているから」。
むつき
のぶ代と同じ女子校の同級生で、メガネと巨乳が特徴。天然の混じった純朴な性格。父親に対し反抗的で親子仲が悪く、それがトラブルを招くことも。
チカ / 大塚知佳（かずよし）
謎の美少女。本名：大塚知佳。
実家は北関東だが、父親にヌイグルミなど全て捨てられた事に反抗し上京。新一に好意を寄せ、しばしばのぶ代とバトルになる。
性同一性障害で体は男だが、それを知らない男性からの人気は高い。
父はウメとフクの応援部の先輩で初代団長。現在はヤクザで、父子関係修復後はチカも女性としてその世界に入る。
倫子（りんこ）
新一の地元の同級生。新一を地元の大学進学に誘い、新一を悩ませる。のぶ代の恋のライバルの一人。
マキちゃん
謎のモチ屋。テクノ通の情報屋。
写真部 / 鞠川恭二
通称マリカワ。新一の北関東の高校の友人。
出席番号が前後だったのをきっかけに新一と親しくなる。「夏期講習のため」と嘘をついて新一を新宿に連れて行き、新一と同じく新宿に住み着くようになる。生き方に芯の無い男。
小松
本名：雄大（たけひろ）。マツが拾った子供。マツの刺青に懐いていた。
小松の母親
看護師をしていたが、患者と関係を持って妊娠。小松を産むがそれが祝福されることは無く、小松を捨てる。
雄飛（ユウヒ）/ タケ
通称：タケ。ウメが守れなかった「女」。子供時代に父親が一家心中を図った中で、ただ一人生き残った。
「運が悪い」というセリフが印象的。彫新を探し出し、全身に刺青を彫らせる。作中のセリフから性同一性障害だと思われる。小松の父親。
ふぢこ
ソドムのオーナー。オカマ口調の男子。
ある事がきっかけで新一を新宿ホストNO.1決定戦に出場させる。
石橋ゆっきー
三十路アイドル。
レポーターなどタレント業をこなすが、ケーブルテレビの仕事しか来ないため悩んでいる。セリフにちょくちょく毒舌を織り込み、視聴率のためならやらせも進んでやる姿勢が特徴。